# Gunborg Wildh
Gunborg Ebba Wildh, född Hagberg 17 september 1919 på Utö, Stockholms län, död 20 december 2016 i Västerås , var en svensk författare, målare och tecknare.
Hon var dotter till konstnären Karl Gustav Gunnar Hagberg och Elin Paulina Andersson samt från 1954 gift med folkskolläraren Göran Wildh. Hon studerade vid Kungliga konsthögskolan 1935–1936, Berggrens målarskola 1937–1938 och vid Tekniska skolan i Stockholm 1938–1939 samt genom självstudier under resor till Italien. Separat ställde hon bland annat ut i Jönköping och tillsammans med Valborg och Lars Vidlund ställde hon ut i Sävsjö. Hon medverkade i samlingsutställningar med Norra Smålands konstförening i Jönköping ett flertal gånger. Hennes konst består av porträtt och figurkompositioner i en naturalistisk stil samt teckningar. Som författare blev hon mest berömd är serien om Karolin, som utspelar sig på 1800-talet i Stockholm.

### Barn- och ungdomsböcker
- Babiella, 1963 (ill. av Ulla Sundin-Wickman)
- Babiella om sommaren, 1964 (ill. av Ulla Sundin-Wickman)
- Babiella i Paradiset, 1966 (ill. av Ulla Sundin-Wickman)
- General Fröberg, 1972 (ill. av Ilon Wikland)
- Det trodde Jenny och jag, 1978 (ill. av Tor Morisse)
- Tur att jag har Jenny, 1980 (ill. av Tor Morisse)

Serien om Karolin:
- Halvvägs till himlen, 1970
- Fastersarvet, 1972
- Uti Stockholm vill jag vara, 1973
- Glaskronan, 1974
- Dansa min docka, 1975
- När var tar sin, 1976
- Ända till himlen, 1977
- Hjärtats hem, 1979
- Så länge kärleken varar, 1982
- Längtans land, 1983

### Övriga böcker
- Vak upp Josefina!: en berättelse från 1840-talets Bergslagen, 1975
- Kvarnbackaparken - en idyll i Skultuna: kulturminnen och modern verksamhet; teckningar: Gunborg Wildh och Gunnar Bodén, 1994